# Weiding (Landkreis Cham)

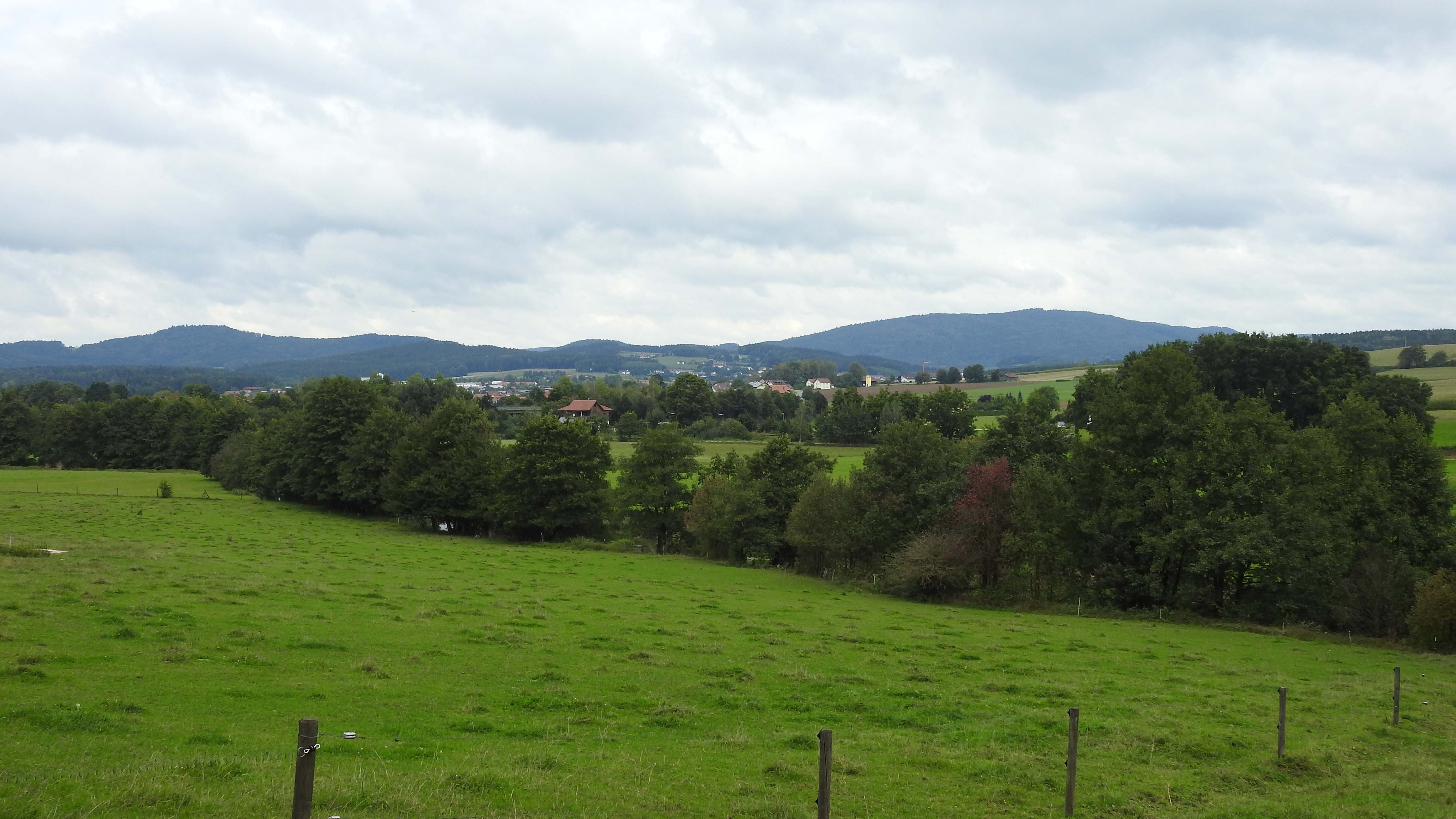
Weiding von Südosten

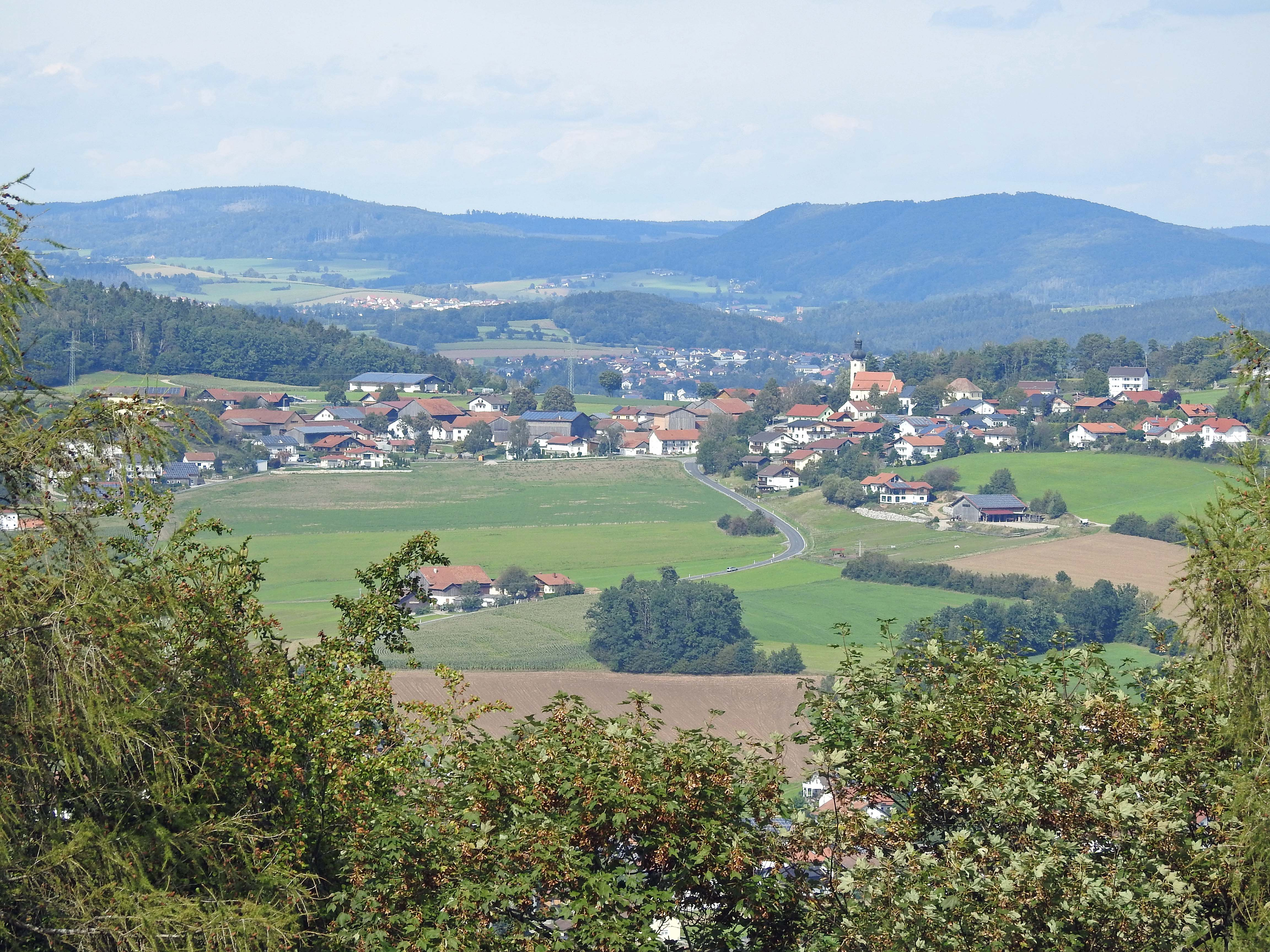
Walting von Südwesten

Weiding ist eine Gemeinde im Oberpfälzer Landkreis Cham.

## Geografie

### Geografische Lage
Die Gemeinde liegt zentral zwischen den Städten Cham, Furth im Wald, Kötzting und Waldmünchen.

### Nachbargemeinden
Die Nachbargemeinden (im Uhrzeigersinn) sind: Gleißenberg, Furth im Wald, Arnschwang, Chamerau, Runding, Cham, Waffenbrunn, Waldmünchen.
| Waldmünchen 13 km | Gleißenberg 6 km                            | Furth im Wald 8 km |
| Waffenbrunn 7 km  | Kompassrose, die auf Nachbargemeinden zeigt | Arnschwang 4 km    |
| Cham 7 km         | Runding 5 km                                | Chamerau 7 km      |

### Gemeindegliederung
Es gibt 14 Gemeindeteile (in Klammern ist der Siedlungstyp angegeben):
- Dalking (Pfarrdorf)
- Döbersing (Dorf)
- Friedendorf (Dorf)
- Gschieß (Weiler)
- Haid (Einöde)
- Maiering (Dorf)
- Neumühlen (Dorf)
- Pinzing (Dorf)
- Reisach (Dorf)
- Rettenhof (Weiler)
- Steinach (Weiler)
- Walting (Kirchdorf)
- Weiding (Kirchdorf)
- Zelz (Dorf)

Auf Gemeindegebiet gibt es folgende Gemarkungen: Dalking, Habersdorf, Walting, Weiding. Bedingt durch die Teil-Eingemeindungen während der Gebietsreform werden die Gemarkungen der kursiv dargestellten Gemarkungen mit den Nachbargemeinden Arnschwang und Waffenbrunn geteilt.

## Geschichte

### Bis zur Gemeindegründung
Der Ortsname ist 1301 identisch zur heutigen Form ersturkundlich genannt. Es liegt der bajuwarische Personenname Wido mit -ing-Suffix zugrunde.
Weiding unterstand der Landeshoheit des Kurfürstentums Bayern. Weiding war ein Teil der geschlossenen Hofmark Arnschwang der Grafen von Toerring-Jettenbach, die seit 1759 (bis 1801) in Personalunion mit der törringschen Hofmark Ränkam verwaltet wurde. Im Zuge der Verwaltungsreformen in Bayern entstand mit dem Gemeindeedikt von 1818 die heutige Gemeinde.

### 19. Jahrhundert
Ein Dorfbrand am 25. Juli 1885 zerstörte Schulhaus und Kirche.

### Eingemeindungen
Im Zuge der Gebietsreform in Bayern wurden am 1. Januar 1972 Teile der Gemeinde Habersdorf und am 1. Juli desselben Jahres Teile der Gemeinde Nößwartling eingegliedert. Am 1. Mai 1978 wurden die Gemeinden Dalking und Walting eingemeindet.

## Politik

### Gemeinderat
Im Gemeinderat sitzen 14 ehrenamtliche Bürgerinnen und Bürger (zuzüglich Bürgermeister). Die Gemeinderatswahl am 15. März 2020 ergab folgende Sitzverteilung:
| Partei                           | Sitze |
| CSU/Wählervereinigung Weiding    | 4     |
| Freie Wählergemeinschaft Dalking | 4     |
| Waltinger Wählergemeinschaft     | 2     |
| Bürgerblock Pinzing-Friedendorf  | 1     |
| Liste Gemeinsam für die Zukunft  | 3     |

In der Amtszeit 2014 bis 2020 gab es exakt die gleiche Sitzverteilung zwischen den fünf Wahlvorschlägen.

### Bürgermeister
Am 16. März 2014 wurde Daniel Paul (* 1984, Freie Wählergemeinschaft Dalking) mit 57,0 % der Stimmen zum Ersten Bürgermeister gewählt; dieser wurde am 15. März 2020 mit 86,3 % der gültigen Stimmen für weitere sechs Jahre im Amt bestätigt. Vorgänger war seit 1990 Karl Holmeier (CSU).

### Wappen
|                         | Blasonierung: „Gespalten; vorne geteilt von Blau und Gold, oben eine silberne heraldische Lilie, unten ein blauer Balken; hinten in Silber auf grünem Hügel eine Weide mit schwarzem Stamm.“ |
| Wappenführung seit 1983 | |

## Wirtschaft und Infrastruktur

### Arbeitsplätze
2017 gab es in der Gemeinde 610 sozialversicherungspflichtige Arbeitsplätze. Von der Wohnbevölkerung standen 1150 Personen in einem versicherungspflichtigen Beschäftigungsverhältnis. Damit war die Zahl der Auspendler um 540 Personen größer als die der Einpendler. 30 Einwohner waren arbeitslos.

### Landwirtschaft
2016 gab es 50 landwirtschaftliche Betriebe; von der Gemeindefläche waren 1.464 Hektar landwirtschaftlich genutzt.

### Verkehr
- Weiding liegt direkt an der Bundesstraße 20.
- Die Gemeinde liegt an der Bahnstrecke Schwandorf–Furth im Wald. Es bestehen regelmäßige Verbindungen über Cham nach Schwandorf sowie nach Furth im Wald.
- Mit den Buslinien Furth im Wald – Gleißenberg – Dalking – Weiding – Cham und Zenching – Neumühlen – Walting – Cham sowie Taus (CZ) – Furth im Wald – Weiding – Cham ist Weiding an den ÖPNV angebunden. Außerdem bestehen Busverbindungen nach Pilsen in der Tschechischen Republik.

### Ansässige Unternehmen
- Netto
- Bäckerei Draxler
- HeiCom Systems[9]
- Stea GmbH[10]
- Säckl Maschinenbau GmbH[11]
- Gerüstbau Hastreiter GmbH

### Bildung
- Kindertageseinrichtung mit 87 genehmigten Plätzen
- Chambtal-Grundschule mit fünf Lehrkräften und 102 Schülern (Schuljahr 2018/19)[12]

## Persönlichkeiten
- Karl Holmeier (* 1956), Politiker (CSU)